# 田口守一
田口 守一（たぐち もりかず、1944年 - ）は、日本の法学者。専門は刑事訴訟法。学位は、法学博士（早稲田大学・論文博士・1981年）（学位論文「刑事裁判の拘束力」）。名誉法学博士（アウグスブルク大学）。元司法試験第二次試験考査委員（2001年まで）。早稲田大学名誉教授。信州大学大学院法曹法務研究科元教授。岐阜県生まれ。

## 経歴
- 1963年 長野県松本深志高等学校卒業（岐阜県における、長野県との県境に存在する自治体在住の学生に対する特別措置で通学）
- 1967年 早稲田大学法学部卒業
- 1975年 愛知学院大学法学部専任講師
- 1978年 愛知学院大学法学部助教授
- 1984年 愛知学院大学法学部教授
- 1995年 早稲田大学法学部教授
- 2004年4月 早稲田大学大学院法務研究科教授
- 2014年4月 早稲田大学名誉教授[2]
- 2014年4月 信州大学大学院法曹法務研究科特任教授、山梨学院大学法科大学院客員教授（～2018年）
- 2017年3月 信州大学大学院法曹法務研究科廃止に伴い退官[3]
- 2022年 瑞宝中綬章受章[4][5]

## 研究テーマ
- 「当事者主義」という刑事訴訟法の基本原理の実質的意味内容の追求
- アレイメント制度
- 国際捜査

## 在外研究
- アウクスブルク大学法学部留学

## 著書・論文（共編著を含む）
- 『裁判論 講義要項[第2版]』（成文堂）
- 『刑事訴訟法[第4版補正版]』（弘文堂）
- 『刑事裁判の拘束力』（成文堂）
- 『刑事訴訟の目的』（成文堂）
- 『資料刑事訴訟法[改訂補正版]』（成文堂）
- 『裁判と刑事事件の解決』（成文堂）
- 『目で見る刑事訴訟法教材』（有斐閣）

## 所属学会
- 日本刑法学会
- 日米法学会
- 日本被害者学会